# David Nalin
David R. Nalin (nascido em 21 de abril de 1941) é um fisiologista americano, ganhador do Prêmio Pollin de Pesquisa Pediátrica e do Prêmio Príncipe Mahidol, também conhecido como Medalha Mahidol. Nalin teve a percepção fundamental de que a terapia de reidratação oral (TRO) funcionaria se o volume de solução que os pacientes bebessem correspondesse ao volume de suas perdas de fluidos, e que isso reduziria drasticamente ou substituiria completamente o único tratamento atual para cólera, a terapia intravenosa. Nalin liderou os testes que demonstraram pela primeira vez que a TRO funciona, tanto em pacientes com cólera quanto, mais significativamente, também em outras doenças diarreicas desidratantes. Estima-se que as descobertas de Nalin salvaram mais de 50 milhões de vidas em todo o mundo.   

## Descoberta da Terapia de Reidratação Oral
No outono de 1968, o Dr. David Nalin, com apenas 26 anos de idade e tendo completado apenas seu primeiro ano de residência médica, estava trabalhando em Dacca, Bangladesh, no Laboratório de Pesquisa de Cólera Paquistão-SEATO, quando uma epidemia de cólera eclodiu perto de Chittagong, ao longo da fronteira oriental com a Birmânia. Até a descoberta da TRO, o único meio eficiente de reidratar um paciente que sofria de desidratação grave era fornecer fluidos por via intravenosa. Para a grande maioria das pessoas no mundo em desenvolvimento, a cólera ou qualquer doença diarreica grave era muitas vezes uma sentença de morte, já que as pessoas infectadas geralmente não tinham recurso devido ao custo e à inacessibilidade da terapia intravenosa.
O cientista indiano Hemendra Nath Chatterjee formulou e demonstrou pela primeira vez a eficácia da solução salina reidratada oralmente (SRO) no tratamento da diarreia. Seu artigo sobre essa descoberta foi publicado na Lancet de novembro de 1953. Nesse artigo, ele afirma que Avomine pode parar o vômito durante a cólera e então a reidratação oral é possível. A formulação da solução de reposição de fluidos foi 4 g de cloreto de sódio, 25 g de glicose e 1000 ml de água. 
Adotando a pesquisa de H. N. Chatterjee, Nalin percebeu que o tratamento TRO poderia substituir completamente o tratamento intravenoso e poderia funcionar para a maioria das diarreias, não apenas aquela causada pela cólera. Nalin e seu colega, Richard A. Cash, trabalhando em um clima de pesquisa adverso, em uma tenda que abrigava pacientes em excesso, em um pequeno hospital missionário escavado na selva, lutaram para realizar testes científicos que provariam que a terapia de reidratação oral funcionaria. A UNICEF lançou um relatório especial em 1987 sobre a Terapia de Reidratação Oral. Afirmou que “nenhum outro avanço médico do século XX teve o potencial de evitar tantas mortes num período de tempo tão curto e com tão pouco custo” 
A revista médica inglesa, The Lancet, chama a TRO de “potencialmente o avanço médico mais importante deste século. "  Desde a adoção desta intervenção barata e de fácil aplicação, a taxa de mortalidade mundial de crianças com diarreia infecciosa aguda caiu de 5 milhões para cerca de 1,3 milhões de mortes por ano. Mais de cinquenta milhões de vidas foram salvas nos últimos 40 anos pela implementação da TRO.